# セブン・シスターズ (イギリス)

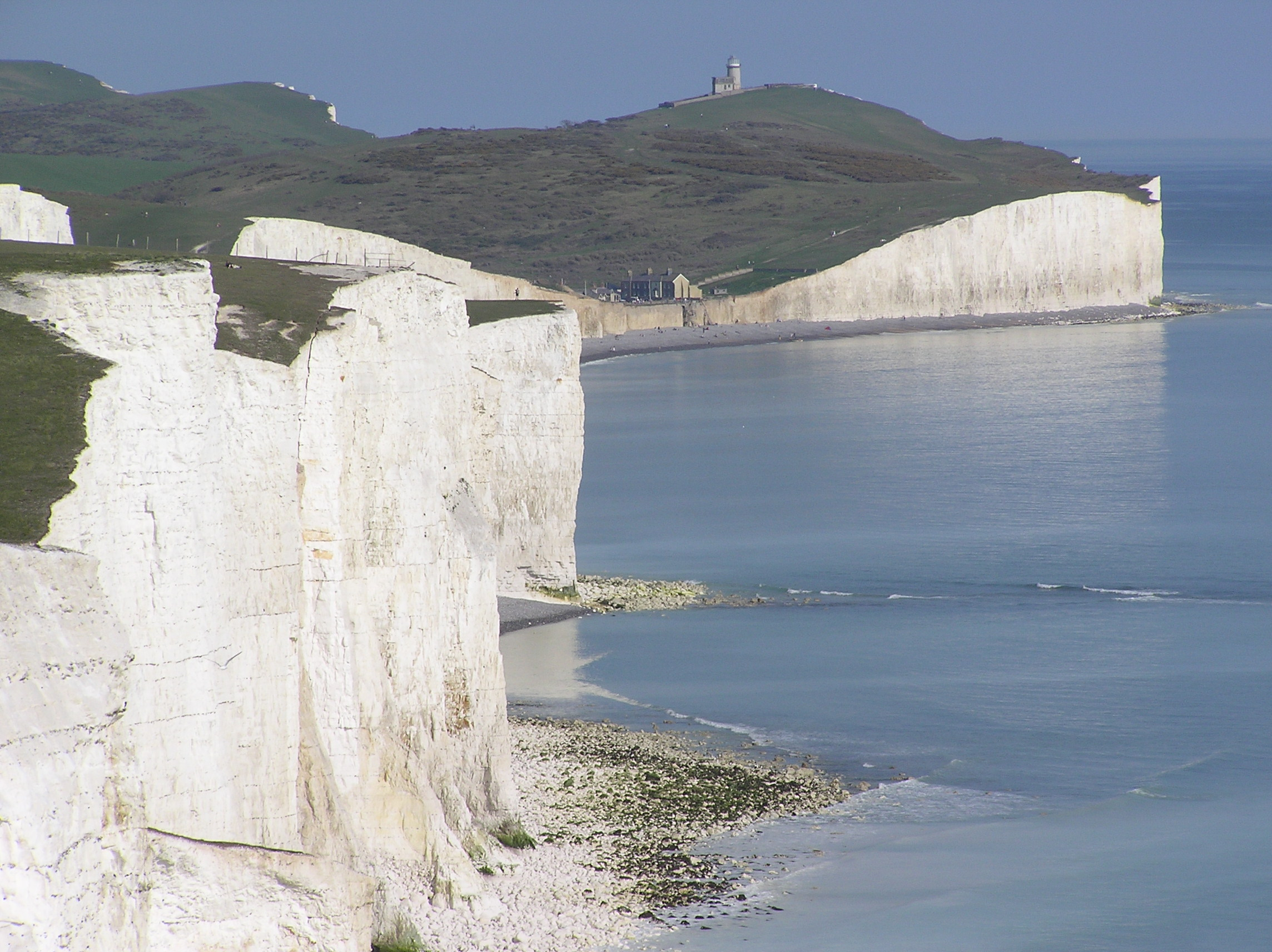
セブン・シスターズ

セブン・シスターズ（Seven Sisters）は、イングランド南部イースト・サセックス州にある白亜系チョークからなる海食崖である。緩やかな起伏の丘が削り取られて形成された白い崖が連なる様子からその名がある。イングランド南岸の都市シーフォードとイーストボーンの間に位置しており、イギリス海峡に面している。その東側、イーストボーンとの間にはビーチー岬があり、一帯はサウス・ダウンズ国立公園に属し、景勝地として人気がある。
ケント州ドーバーにありドーバー海峡に面しているドーバーの白い崖も同様に白亜系チョークからなる海食崖で、セブン・シスターズと混同されることがあるが、全く異なる場所にある。セブン・シスターズという名前だが、実際には8つの丘がある。

## アクセス
- ブライトン駅 - イーストボーン行きのバスで約1時間10分。

ロンドン・ヴィクトリア駅からブライトン本線で約1時間。サザン、テムズリンク、ガトウィック・エクスプレス（いずれもゴヴィア・テムズリンク・レールウェイ）の列車が発着。